# François Alexandre Alfred Gérardin
Pour les articles homonymes, voir Gérardin.
Ne doit pas être confondu avec Auguste Gérardin.
François Alexandre Alfred Gérardin dit Alfred Gérardin (1841-1905) est un peintre, graveur et illustrateur français, ancien officier du corps des chasseurs forestiers.

## Biographie
Né à Mirecourt le 28 juin 1841, fils du sous-préfet des Vosges, Charles Alexandre Marcellin Henry Gérardin (1811-1876), Alfred Gérardin entre à l'École impériale forestière de Nancy, et devient garde-officier des forêts domaniales des Vosges. Durant la Guerre franco-prussienne, il est enrôlé dans une compagnie de guides-forestiers et assiste à la bataille de Nompatelize, puis est rattaché à l'état-major du général Justin Clinchant et passe en Suisse après la convention des Verrières. Revenu au service des forêts, il est affecté dans la région de Carcassonne, puis se met en disponibilité en juin 1875. 
Il décide ensuite de se tourner vers le dessin et la peinture. Il devient l'élève d'Édouard de Mirbeck (1806-1900) à Saint-Dié.
Il expose pour la première fois au Salon en 1877, une série de dessins, inspirés de la cité de Carcassonne ; son adresse indique They-sous-Vaudemont comme lieu de résidence, mais il est également mentionné en relation avec la maison Veuve Cadart, à Paris. Il revient au Salon en 1878 puis en 1880, devenant membre de la Société des artistes français. Il expose alors deux toiles, Ferme en Lorraine et Jument poulinière ; son adresse est désormais parisienne, au 68, rue de la Chaussée d'Antin. 
Gérardin expose également au Salon de Nancy et à celui de Remiremont.
Il fait partie du comité de la Marmite républicaine, fondée en novembre 1873, société « gaie et charmante, gauloise et correcte, patriote et parisienne » selon Jules Clarétie, réunissant autour de banquets, le troisième vendredi de chaque mois dans un restaurant du Palais-royal, diverses personnalités dont des artistes ; à ce titre, Gérardin compose quelques gravures originales destinées aux menus.
En 1884, il illustre L'Art d'aimer les livres et de les connaître du bibliophile et critique Jules Le Petit (1845-1915) avec deux eaux-fortes imprimées chez Georges Chamerot.
Il meurt le 15 février 1905 à They-sous-Vaudemont.

## Œuvre

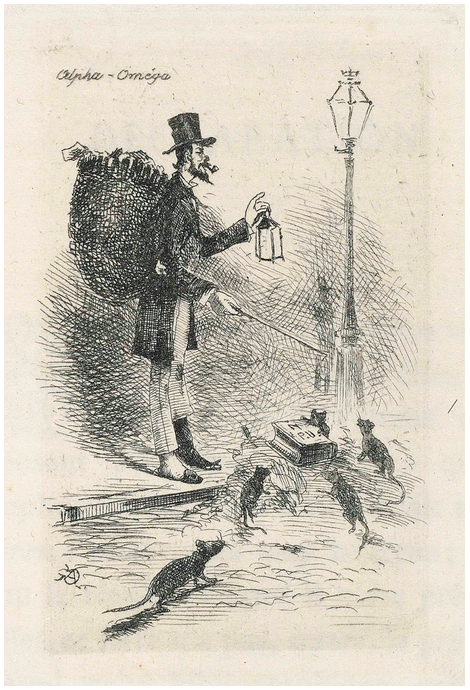
Alpha-Oméga (1884), eau-forte.

### Eaux-fortes
- Portrait d’une cavalière en forêt, 1874, Cadart [?]
- La Fille Élisa, 1880.
- Le Nez du notaire, 1881.

### Ouvrages illustrés
- Isaac Strauss, Collection de M. Strauss. Description des objets d'art religieux hébraïques exposés dans les galeries du Trocadéro, à l'Exposition universelle de 1878, avec douze planches dessinées, Poissy, Typographie de S. Lejay et Cie, 1878.
- Léon de Tinseau, Robert d'Épirieu, avec une eau-forte, Paris, E. Lalouette, 1882.
- Jules Le Petit, L'Art d'aimer les livres et de les connaître. Lettre à un jeune bibliophile, deux eaux-fortes, Paris, Chez l'Auteur, 1884.
- Maurice Dubard et Ernest Grasset, Deux Petites Sauvages, eau-forte, Paris, Maurice Dreyfous, 1886.